# Catamixis baccharoides
Catamixis es un género monotípico de plantas con flores perteneciente a la familia de las asteráceas. Incluye una sola especie: Catamixis baccharoides es originaria de la India, donde se encuentra a una altitud de 700 metros; en Himalaya (Garhwal a Nepal).

## Taxonomía
Catamixis baccharoides fue descrita por Thomas Thomson y publicado en Journal of the Linnean Society, Botany 9: 343–343, pl. 4. 1867.